# Sphenia sincera
Sphenia sincera is een tweekleppigensoort uit de familie van de Myidae. De wetenschappelijke naam van de soort is voor het eerst geldig gepubliceerd in 1985 door Hanks & Packer.